# Athripsodes
Athripsodes é um género de insetos da família Leptoceridae.
O género foi descrito em 1820 por Gustaf Johan Billberg.
Em termos de alcance, possui distribuição cosmopolita.
Espécies:
- Athripsodes albifrons (Linnaeus, 1758)[1]
- Athripsodes amplexus (Barnard, 1934)[1]
- Athripsodes angriamani Schmid, 1959[1]